# Фарфенго (Бреша)
Фарфенго је насеље у Италији у округу Бреша, региону Ломбардија.
Према процени из 2011. у насељу је живело 548 становника. Насеље се налази на надморској висини од 75 м.